# (975) Perseverantia
(975) Perseverantia ist ein Asteroid des Hauptgürtels, der am 27. März 1922 von Johann Palisa entdeckt wurde.
Der Asteroid wurde nach dem lateinischen Begriff für Ausdauer und Beharrlichkeit benannt, einer Eigenschaft, die seinem Entdecker postum zugeschrieben wurde.